# 서명덕
서명덕 (1989년 2월 18일 ~ )은 대한민국의 전직 스타크래프트 II 프로게이머다. 종족은 프로토스이며, 아이디는 BanBans이다.
ZeNEX와 NS 호서 소속으로 활동했다.
2012년 은퇴하였다.

## 주요 기록
- 2010년 2010 소니 에릭슨 스타크래프트 II OPEN Season 2 64강
- 2010년 2010 소니 에릭슨 스타크래프트 II OPEN Season 3 64강
- 2011년 2011 소니 에릭슨 글로벌 스타크래프트 II 리그 Jan. Code A 8강
- 2011년 2011 인텔 글로벌 스타크래프트 II 리그 Mar. Code S 32강
- 2011년 2011 LG 시네마 3D, 인텔코리아 글로벌 스타크래프트 II 리그 May Code A 16강
- 2011년 2011 LG 시네마 3D, 인텔코리아 슈퍼 토너먼트 64강
- 2011년 2011 PEPSI 글로벌 스타크래프트 II 리그 July Code A 8강
- 2011년 2011 PEPSI 글로벌 스타크래프트 II 리그 Aug. Code A 32강